# Уманка (река)
У́манка (укр. У́манка) — река в Украине, в пределах Уманского района Черкасской области. Левый приток Ятрани (бассейн Южного Буга). Длина 43 км, площадь водосборного бассейна 411 км².
Уклон реки 2,1 м/км. Долина в ширину до 2 км, в глубину до 40 м. Пойма асимметричная, в ширину до 200 м, с многочисленными озерами; есть источники. Русло извилистое, в ширину до 5 м, в глубину в среднем течении 0,4—0,6 м. Используется для нужд рыбоводства. Есть источники и много прудов, наибольший — Осташевский.
Уманка берёт начало из села Багачевка. Течет преимущественно на юго-восток, в низовьях — на юг. Впадает в Ятрань к югу от села Сушковка.
Возле реки расположен город Умань.
Основные притоки — Хутирка и Паланка (оба — правые).